# Superleague Formula in 2008
Het Superleague Formula seizoen van 2008 was het eerste Superleague Formula-Wereldkampioenschap-seizoen van deze nieuwe klasse. Het seizoen begon vrij laat in 2008, namelijk op 31 augustus op het circuit van Donington Park. Er waren 6 ronden (12 races)met de finale op 23 november op het circuit van Jerez. Op de grid stonden onder anderen voormalige A1GP en GP2 rijders, ook 2 ex-Formule 1 coureurs, namelijk Robert Doornbos en Antônio Pizzonia. Het team van Beijing Guoan, dat werd gerund door voormalig Formule 1 team Zakspeed en met de coureur Davide Rigon, was de eerste kampioen van dit kampioenschap.

## Teams en coureurs
- Alle teams reden dit seizoen op banden van Michelin.

| Voetbalclub       | Team                    | Nr. | Coureur(s)            | Ronde    |
| ----------------- | ----------------------- | --- | --------------------- | -------- |
| AC Milan          | Scuderia Playteam       | 3   | Robert Doornbos       | Alle     |
| Galatasaray SK    | Scuderia Playteam       | 4   | Alessandro Pier Guidi | Alle     |
| PSV Eindhoven     | Azerti Motorsport       | 5   | Yelmer Buurman        | Alle     |
| Al Ain FC         | Azerti Motorsport       | 6   | Andreas Zuber         | 1–2      |
| Al Ain FC         | Azerti Motorsport       | 6   | Bertrand Baguette     | 3, 6     |
| Al Ain FC         | Azerti Motorsport       | 6   | Paul Meijer           | 4        |
| Al Ain FC         | Azerti Motorsport       | 6   | Dominick Muermans     | 5        |
| CR Flamengo       | Team Astromega          | 7   | Tuka Rocha            | Alle     |
| RSC Anderlecht    | Team Astromega          | 8   | Craig Dolby           | Alle     |
| Olympiacos CFP    | GU-Racing International | 9   | Kasper Andersen       | 1–4      |
| Olympiacos CFP    | GU-Racing International | 9   | Stamatis Katsimis     | 5–6      |
| FC Basel 1893     | GU-Racing International | 10  | Max Wissel            | Alle     |
| Borussia Dortmund | Zakspeed                | 11  | Nelson Philippe       | 1–2      |
| Borussia Dortmund | Zakspeed                | 11  | Paul Meijer           | 3        |
| Borussia Dortmund | Zakspeed                | 11  | Enrico Toccacelo      | 4–5      |
| Borussia Dortmund | Zakspeed                | 11  | James Walker          | 6        |
| Beijing Guoan     | Zakspeed                | 12  | Davide Rigon          | Alle     |
| SC Corinthians    | EuroInternational       | 14  | Andy Soucek           | 1        |
| SC Corinthians    | EuroInternational       | 14  | Antônio Pizzonia      | 2–6      |
| Atlético Madrid   | EuroInternational       | 15  | niet meegedaan        | 1        |
| Atlético Madrid   | EuroInternational       | 15  | Andy Soucek           | 2–6      |
| FC Porto          | Alan Docking Racing     | 16  | Tristan Gommendy      | 1–4      |
| Glasgow Rangers   | Alan Docking Racing     | 17  | Ryan Dalziel          | 1, 3–6   |
| Glasgow Rangers   | Alan Docking Racing     | 17  | James Walker          | 2        |
| Sevilla FC        | GTA Motor Competición   | 18  | Borja García          | Alle     |
| Tottenham Hotspur | GTA Motor Competición   | 19  | Duncan Tappy          | 1–3, 5–6 |
| Tottenham Hotspur | GTA Motor Competición   | 19  | Dominik Jackson       | 4        |
| FC Porto          | Hitech Racing           | 16  | Tristan Gommendy      | 5–6      |
| Liverpool FC      | Hitech Racing           | 21  | Adrián Vallés         | Alle     |
| AS Roma           | FMS International       | 22  | Enrico Toccacelo      | 1–3      |
| AS Roma           | FMS International       | 22  | Franck Perera         | 4–6      |

- Geen nummers 1 en 2, omdat dit het eerste seizoen was.
- Geen nummer 13 (bijgeloof).

### Test/reserve coureurs
| Coureur                  | Coureur            |
| ------------------------ | ------------------ |
| Jérôme d'Ambrosio        | Bruce Jouanny      |
| Jimmy Auby               | Robbie Kerr        |
| Zsolt Baumgartner        | Paolo Maria Nocera |
| Enrique Bernoldi         | Giacomo Ricci      |
| Dan Clarke               | Daniel la Rosa     |
| Giambattista Giannoccaro | Jason Tahincioglu  |
| Jan Heylen               | Nico Verdonck      |
| Jens Höing               | Andreas Wirth      |

## Kalender en resultaten
| Ronde | Ronde | Circuit        | Datum        | Poleposition                           | Snelste ronde                               | Winnende club                           | Winnende team         |
| ----- | ----- | -------------- | ------------ | -------------------------------------- | ------------------------------------------- | --------------------------------------- | --------------------- |
| 1     | R1    | Donington Park | 31 augustus  | Beijing Guoan Coureur: Davide Rigon    | Beijing Guoan Coureur: Davide Rigon         | Beijing Guoan Coureur: Davide Rigon     | Zakspeed              |
| 1     | R2    | Donington Park | 31 augustus  |                                        | PSV Eindhoven Coureur: Yelmer Buurman       | Sevilla FC Coureur: Borja García        | GTA Motor Competición |
| 2     | R1    | Nürburgring    | 21 september | AC Milan Coureur: Robert Doornbos      | PSV Eindhoven Coureur: Yelmer Buurman       | AC Milan Coureur: Robert Doornbos       | Scuderia Playteam     |
| 2     | R2    | Nürburgring    | 21 september |                                        | SC Corinthians Coureur: Antônio Pizzonia    | PSV Eindhoven Coureur: Yelmer Buurman   | Azerti Motorsport     |
| 3     | R1    | Zolder         | 5 oktober    | Borussia Dortmund Coureur: Paul Meijer | Liverpool FC Coureur: Adrián Vallés         | Liverpool FC Coureur: Adrián Vallés     | Hitech Racing         |
| 3     | R2    | Zolder         | 5 oktober    |                                        | Atlético Madrid Coureur: Andy Soucek        | Beijing Guoan Coureur: Davide Rigon     | Zakspeed              |
| 4     | R1    | Estoril        | 19 oktober   | AS Roma Coureur: Franck Perera         | Atlético Madrid Coureur: Andy Soucek        | Liverpool FC Coureur: Adrián Vallés     | Hitech Racing         |
| 4     | R2    | Estoril        | 19 oktober   |                                        | Borussia Dortmund Coureur: Enrico Toccacelo | Al Ain FC Coureur: Paul Meijer          | Azerti Motorsport     |
| 5     | R1    | Vallelunga     | 2 november   | Liverpool FC Coureur: Adrián Vallés    | Beijing Guoan Coureur: Davide Rigon         | Beijing Guoan Coureur: Davide Rigon     | Zakspeed              |
| 5     | R2    | Vallelunga     | 2 november   |                                        | Atlético Madrid Coureur: Andy Soucek        | FC Porto Coureur: Tristan Gommendy      | Hitech Racing         |
| 6     | R1    | Jerez          | 23 november  | Liverpool FC Coureur: Adrián Vallés    | RSC Anderlecht Coureur: Craig Dolby         | RSC Anderlecht Coureur: Craig Dolby     | Scuderia Playteam     |
| 6     | R2    | Jerez          | 23 november  |                                        | Beijing Guoan Coureur: Davide Rigon         | Borussia Dortmund Coureur: James Walker | Zakspeed              |

- Race 2 wordt altijd gestart met de omgekeerde volgorde van de uitslag van race 1.